# Irene Tinagli
Irene Tinagli (n. 16 aprilie 1974, Empoli, Toscana, Italia) este o politiciană italiană.